# Dialectos sabélicos
Los dialectos sabélicos menores o lenguas sabélicas menores son un conjunto de lenguas o dialectos pertenecientes a la familia osco-umbra, de las que existen apenas un puñado de inscripciones que hacen difícil su clasificación precisa. El osco y el umbro son también lenguas sabélicas, pero existe un número importante de inscripciones y tenían un uso más amplio, por lo que sus características lingüísticas son bien conocidas, a diferencia de los dialectos sabélicos menores. Todas las lenguas sabélicas menores muestran ragos típicos, del grupo itálico. Las lenguas sabélicas menores más antiguas se remontan a mediados del I milenio a. C., mientras que la mayoría de inscripciones están en la segunda mitad de ese milenio.

## Clasificación
Usualmente se diferencia entre lenguas sabélicas arcaicas y lenguas sabélicas posteriores. Las lenguas sabélicas se clasifican en tres grupos:
- aquellos considerados más cercanos al osco:
  - el dialecto érnico;
  - el dialecto marrucino;
  - el dialecto peligno;
  - el dialecto sabino;
- aquellos considerados más cercanos al umbro:
  - el dialecto ecuo;
  - el dialecto marso;
  - el dialecto volsco;
  - el dialecto vestino;
- Grupo picénico-presamnita
  - el piceno meridional;
  - el presamnita, una lengua documentada en el sur, pero que parece contener características más cercanas al picénico meridional que al osco.